# Arzino

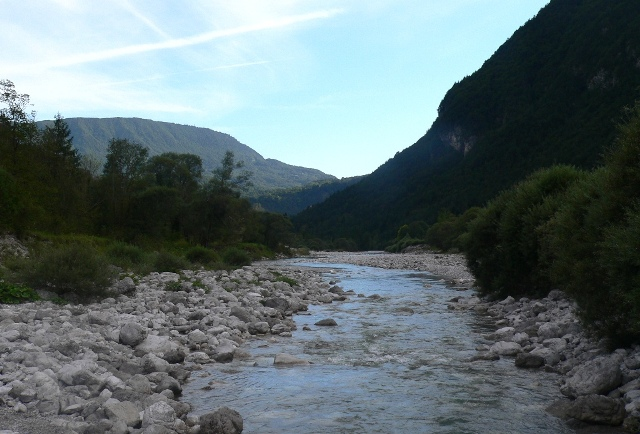
L'Arzino nei pressi dell'abitato di San Francesco

L'Arzino (Arzin in friulano) è un torrente del Friuli-Venezia Giulia che nasce nei pressi della piana di origine glaciale della Sella di Chiampon (789 m s.l.m.) e attraversa longitudinalmente durante il suo corso la Val d'Arzino, a cui da il nome, ed i comuni di Preone, Verzegnis, Vito d'Asio, Forgaria nel Friuli e Pinzano al Tagliamento, presso il quale sfocia nel fiume Tagliamento, di cui è affluente di destra.

## Descrizione
Il bacino di alimentazione del torrente si estende su 123 km² ed ha una lunghezza di circa 30 km. La portata del torrente, calcolata in media trentennale, è di 6.8 m³/s, per un afflusso meteorico medio sul bacino di 2139 mm d'acqua all'anno, con un massimo autunnale e un minimo estivo accentuati. L'aspra morfologia del terreno che l'Arzino incontra durante il suo tragitto, l'ha costretto a scavare nel corso dei millenni profonde e strette valli, anfratti e ripide pareti rocciose, dove, con salti anche di decine di metri, prendono vita le cascate dell'Arzino.
Anche la fauna è un tratto molto caratteristico e predominante di questo corso. Dalla sorgente alle foce vivono molte specie di pesce, dalle trote marmorata, fario e iridea agli scazzoni, passando per i gamberi di acqua dolce.
L'Arzino è un luogo molto ambito e frequentato dai praticanti di molte discipline, in quanto fornisce un banco di prova per diversi sport: la pesca, river rafting e canoismo, arrampicata o semplici escursioni per salire o ridiscendere dalla sorgente alla foce.

## Il percorso
L'alto bacino fino alla conca di Pielungo è compreso nelle formazioni triassiche di Dolomia Principale, di notevole potenza, che costituiscono l'ossatura delle intere Prealpi Carniche. Dalle selle Chiampon e Chianzutan, che con i monti Valcalda e Verzegnis segnano la linea di spartiacque con l'alto corso del Tagliamento, provengono i due rami che confluendo a Pozzis formano l'alto corso del fiume, pittoresco e suggestivo per le forme erosive e i salti d'acqua che lo caratterizzano.
Lungo lo stretto Canale di San Francesco l'Arzino riceve quindi i suoi principali tributari: il torrente Sclusons in sinistra (la cui testata è formata dal rio Armentaria) e il torrente Comugna in destra. A quest'ultimo, il cui bacino si estende su una trentina di km², si deve il più consistente apporto idrico fra gli affluenti dell'Arzino, valutato mediamente fra 1.2-1.4 m³/s.

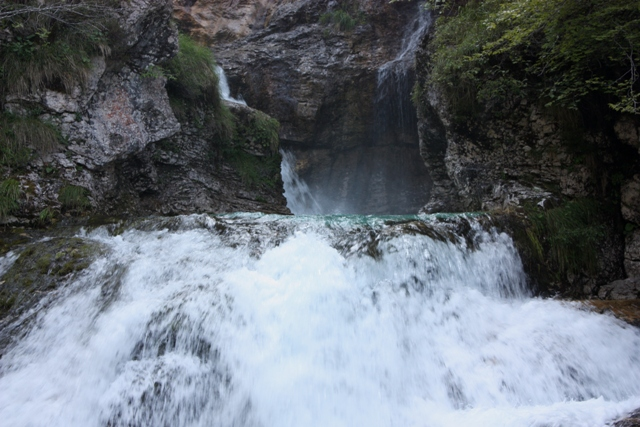
Le cascate sull'Arzino in località Preone

Oltre alla conca di Pielungo, dopo aver ricevuto in destra il torrente Foce, noto localmente come Fùas del Paveon e la cui profonda forra è un probabile percorso residuale dello stesso Arzino, il fiume incide con grande capacità erosiva l'anticlinale calcarea del Monte Pala - Monte Prât, tagliandolo e mettendone a giorno la peculiare stratigrafla sovrascorsa. Oltre il Ponte dell'Armistizio il fondo vallivo si distende e si allarga, appena pochi chilometri prima della confluenza nel Tagliamento che avviene poco a monte della stretta di Pinzano.

## Le cascate
A pochi metri dalla sua sorgente, in corrispondenza di un brusco cambio di pendenza della valle, il torrente Arzino dà origine a una serie di cascate, in seguito agli imponenti fenomeni erosivi che lo caratterizzano. I salti d'acqua, circondati da rigogliose faggete, si alternano ad ampie vasche di erosione e a profonde e verdissime pozze. Le cascate sono raggiungibili senza alcuna difficoltà percorrendo una breve e comoda stradina forestale, che prende il via all'inizio della Valle di Preone.

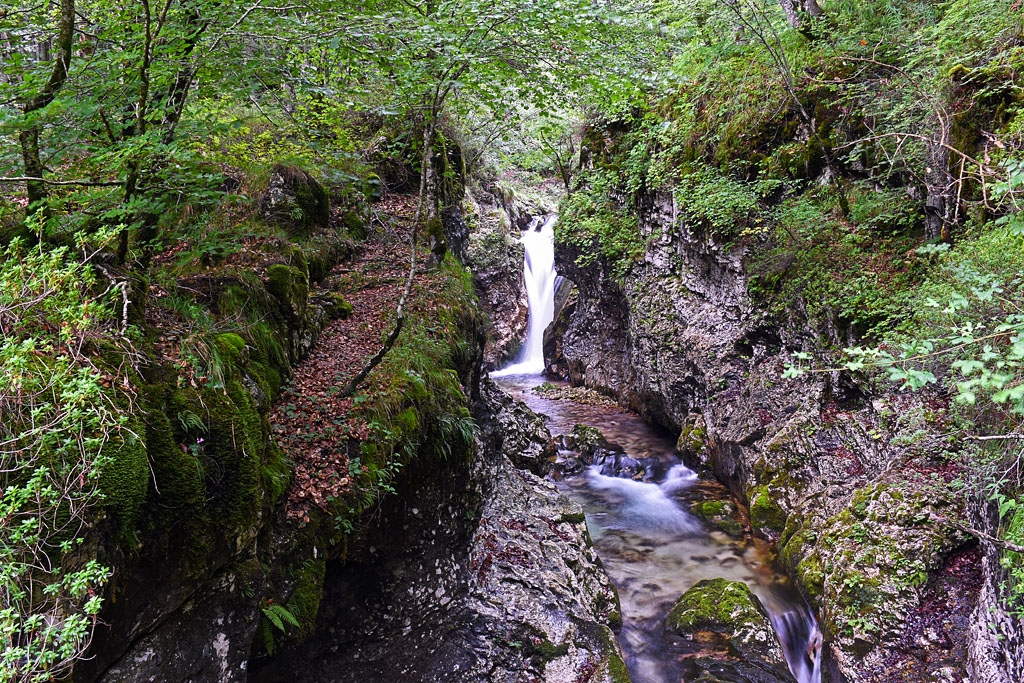
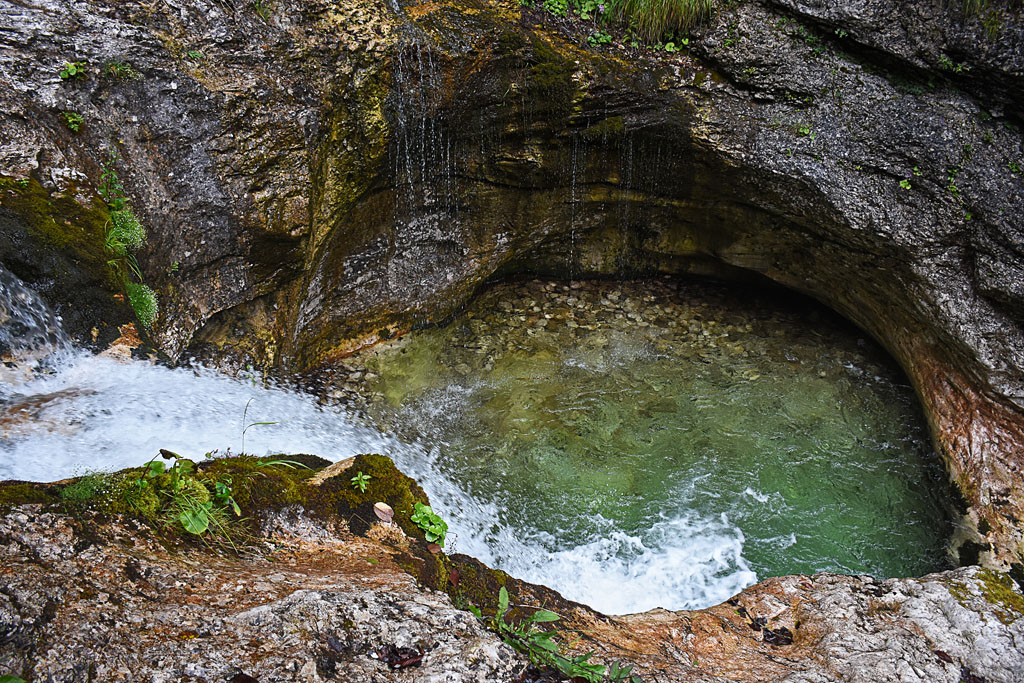
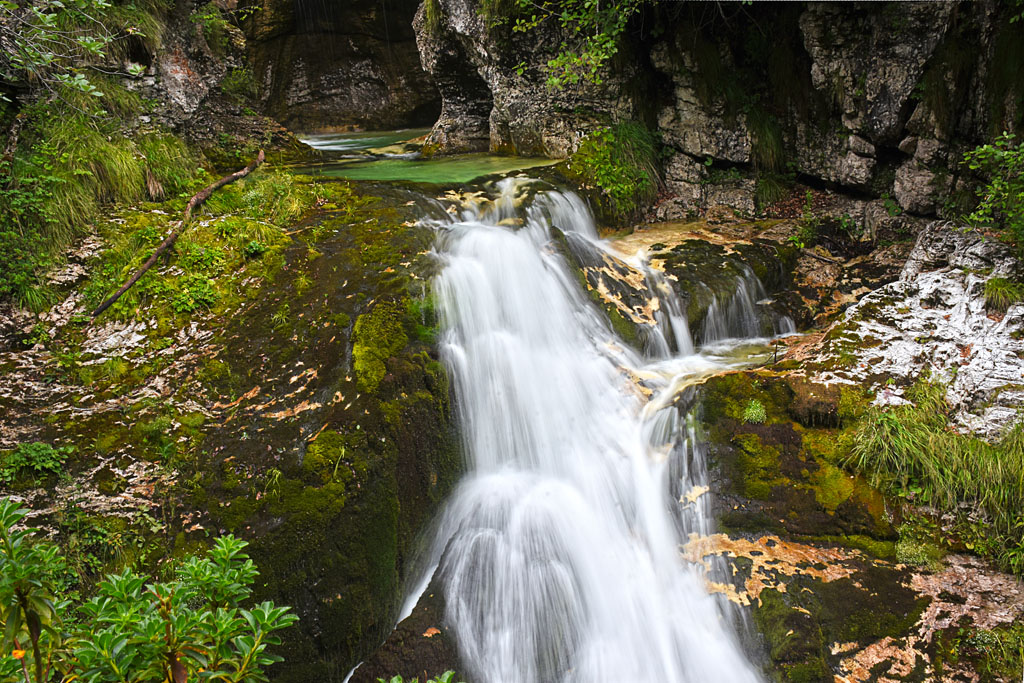